# Yōichi Kotabe
Yōichi Kotabe (小田部 羊一?, Kotabe Yōichi; Taipei, 15 settembre 1936) è un fumettista e animatore giapponese.
Ha lavorato per la Toei Animation e la Nintendo. Illustratore ufficiale di Mario, ha curato il character design di Heidi e di Marco. Ha inoltre collaborato all'anime Pokémon ed alcuni film di Pokémon.